# Parasemia petrosa
Parasemia petrosa là một loài bướm đêm thuộc phân họ Arctiinae, họ Erebidae.